# Alfred Percy Sinnett
Alfred Percy Sinnett (London, 1840. január 18. – 1921. június 26.) brit író, okkultista és teozófus.

## Élete
Angliában, Londonban született. 1870-ben nősült. 1875-ben kapcsolatba került a spiritualizmussal. 1877 és 1878 között lelkesen olvasta Helena Blavatsky teozófus nemrég megjelent, Leleplezett Ízisz című könyvét. 
1879-re Indiába költözött, ahol a The Pioneer, indiai angol napilap szerkesztője volt. Itt Indiában ismerkedett meg Blavatskyval, majd töbsször is találkozott vele.
A teozófia iránt szenvedélyes Sinnett feleségével csatlakozott a Teozófiai Társasághoz, ahol gyorsan tekintélyre tett szert.
A Sinnett-házaspár tanulmányozta a csatornázás okkult jelenségét, és állításuk alapján kapcsolatba kerültek a természetfeletti mesterekkel.
1880. októberétől 1885. márciusáig Sinnett és felesége, Patience különféle üzeneteket kezdtek kapni ezektől az úgynevezett "Bölcsesség Mestereitől", vagy "Az Ősi Bölcsesség mestereitől", amelyeket később Londonban Mahatmák levelei (The Mahatma Letters) címmel adtak ki.
Az üzeneteket követően több fontos okkult témájú művet is írt.
1883 tavaszán a családjával visszatért Angliába, ahol befolyásos tagja lett a londoni páholynak, a Teozófiai Társaság londoni fiókjának, amelyet korábban "Brit Teozófiai Társaságnak" hívtak. 1885 januárjában a londoni páholy elnöke lett, majd egy ideig az anyaszervezettől teljesen függetlenül vezette azt.
1880-88 között a Teozófiai Társaság alelnöke volt. 1907-ben meghalt Henry Steel Olcott elnök-alapító. Sinnett alelnökként az elnökség szerepkörébe került, amíg meg nem választották Annie Besantot a Teozófiai Társaság (Adyar) második nemzetközi elnökévé.
1896-ban az Arany Hajnal Hermetikus Rendjének is tagja lett. 1904 és 1907 között a Broad Views teozófiai folyóirat szerkesztője volt.
1908. tavaszán a fia, Denny 31 évesen tuberkulózisban halt meg, Sinnett felesége, Patience ugyanabban az évben, novemberben, rákban hunyt el.
Ő maga élete végéig továbbra is aktív maradt a Teozófiai Társaság munkájában. Írt és előadásokat tartott egész Angliában.

## Művei
- The Occult World. London, 1881
- Esoteric Buddhism. London, 1883
- Married by degrees. A play in 3 acts. London, 1911
- In the next world. Actual narratives of personal experiences by some who have passed on. (=Theosophical Publishing Society), London, 1914
- The spiritual Powers and the War. London, 1915
- Unseen Aspects of the War. Two articles by A[lfred] P[ercy] Sinnett. London, 1916
- The Mahatma Letters to A. P. Sinnett from the Mahatmas M. & K. H. 2. Auflage, London, 1926
- The rationale of mesmerism. Boston, 1892
- The early days of theosophy in Europa. London, 1922